# Castelnau-le-Lez
Castelnau-le-Lez là một xã thuộc tỉnh Hérault trong vùng Occitanie ở phía nam nước Pháp. Xã này nằm ở khu vực có độ cao trung bình 60 mét trên mực nước biển. Dân số thời điểm năm 1999 là 15.229 người.

## Thành phố kết nghĩa
- Plankstadt, Đức
- Argenta, Ý
- San Fernando de Henares, Tây Ban Nha